# Civilization V
Sid Meier's Civilization V (även Civilization 5) är ett datorspel av strategityp från 2010, utvecklat av Firaxis Games. Spelet släpptes till PC 21 september 2010 i Nordamerika och 24 september 2010 internationellt.
I Civilization V ska spelaren leda en civilisation, och utveckla denna i en slumpgenererad värld. Spelet är baserat på en helt ny spelmotor med hexagonala rutor, istället för de fyrkantiga som sågs i tidigare spel i serien. Många element från tidigare spel, såsom religion och spionage, har tagits bort eller gjorts om. Även stridssystemet är omgjort; man kan inte längre stapla militära enheter på samma ruta till exempel.
En annan nyhet är stadsstater, som inte tillhör någon civilisation, men ändå deltar i internationell diplomati.

## Gameplay
Civilization V är ett turordningsbaserat strategispel där varje spelare representerar en ledare av en nation eller motsvarande etnisk grupp. Spelaren börjar med en liten primitiv bosättning och ska sedan utveckla och guida civilisationen genom årtusendena. Vinnaren utses när något av vinstkriterierna infaller eller om man överlever till spelets slut och har högst poäng.

## Civilisationer
Standardversionen av Civilization V har 18 spelbara civilisationer, med sju till i form av nedladdningsbart innehåll, samt ytterligare 18 civilisationer från expansionspaket. Varje civilisation har en ledare med en speciell förmåga och två unika enheter, eller en unik enhet och en unik byggnad.
| Civilisation   | Ledare              | Unik 1             | Unik 2             | Speciell förmåga      |
| -------------- | ------------------- | ------------------ | ------------------ | --------------------- |
| Arabien        | Harun al-Rashid     | Kamelbågskytt      | Basar              | Handelskaravaner      |
| Azteker        | Moctezuma II        | Jaguarkrigare      | Chinampas          | Offrade fångar        |
| Egypten        | Ramses II           | Häststridsvagn     | Gravkammare        | Monumentbyggare       |
| England        | Elisabet I          | Långbåge           | Linjeskepp         | Solen går aldrig ner  |
| Frankrike      | Napoleon I          | Musketerare        | Främlingslegion    | Ancien régime         |
| Grekland       | Alexander den store | Kamratkavalleri    | Hoplit             | Hellenska förbundet   |
| Indien         | Mahatma Gandhi      | Stridselefant      | Mogulfästning      | Befolkningstillväxt   |
| Irokeser       | Hiawatha            | Mohawker           | Långhus            | Det stora krigsspåret |
| Japan          | Oda Nobunaga        | Samuraj            | Zero               | Bushidō               |
| Kina           | Wu Zetian           | Chu ko nu          | Papperstillverkare | Krigskonsten          |
| Osmanska riket | Süleyman I          | Janitsjarer        | Spahi              | Barbareskpirater      |
| Persien        | Dareios I           | Odödliga           | Satrapdomstol      | Akemeniders arv       |
| Romarriket     | Augustus            | Ballist            | Romersk legion     | Äran av Rom           |
| Ryssland       | Katarina II         | Kosacker           | Krepost            | Sibiriska rikedomar   |
| Siam           | Ramk'amheng         | Naresuan           | Wat                | Far leder barnen      |
| Songhairiket   | Askia Muhammed      | Mandekalukavalleri | Lerpyramidmoské    | Flodkrigsherre        |
| Tyskland       | Otto von Bismarck   | Landsknekt         | Panzer             | Furor teutonicus      |
| USA            | George Washington   | Minuteman          | B17                | Manifest Destiny      |

## Musik
I spelet använder Geoff Knorr redan kända musikaliska verk. Som exempel kan nämnas den svenska nationalsången "Du gamla du fria", Beethovens symfoni nummer 9, "Cancan", "Drömde mig en dröm i natt" samt "Ho, ho, watanay".

## Mottagande
| Recensionsbetyg för Civilization V | Recensionsbetyg för Civilization V |
| Samlingsbetyg                      | Samlingsbetyg                      |
| Tjänst                             | Betyg                              |
| ---------------------------------- | ---------------------------------- |
| Metacritic                         | 90/100                             |
| Recensionsbetyg                    |                                    |
| Publikation                        | Betyg                              |
| G4                                 | 5/5                                |
| Gametrailers                       | 9.4/10                             |
| IGN                                | 9.0/10                             |
| PC Gamer US                        | 93/100                             |